# 이중민
이중민(1999년 11월 3일~)은 대한민국의 축구선수이다. 포지션은 공격수이다. 현재 경남 FC에서 뛰고 있다.